# Melchior Borchgrevinck
Melchior Borchgrevinck (* um 1570; † 20. Dezember 1632) war ein dänischer Komponist und Hofkapellmeister.

## Leben
Borchgrevinck war der Sohn des niederländischen Musikers Bonaventura Borchgrevinck, der 1587 Kapellmeister am Hof des dänischen Königs Friedrich II. wurde. Er wurde 1596 Hoforganist bei König Christian IV. Gemeinsam mit den Hofmusikern Truid Aagesen und Wilhelm Egbertsen und den Lehrlingen Hans Nielsen und Mogens Pedersøn begab er sich 1599 bis 1600 zu Studienzwecken nach Venedig zu Giovanni Gabrieli.
Nach seiner Rückkehr ließ ihn der König porträtieren – eine Ehre, die sonst nur den berühmtesten ausländischen Musikern zuteilwurde.
Den Winter 1601–02 verbrachte er erneut in Venedig, wo er einen hervorragenden Ruf genoss. Zu der Madrigalsammlung Giardino nuovo bellissimo di vari fiori musicali sceltissimi, die er 1605–06 in Kopenhagen veröffentlichte, trug er die Madrigale Amate mi ben mio und Baci amorosi e cari bei. 1607 veröffentlichte er 9 Davids Salmer med 4 Stemmer rimvis udsat.
1618 wurde Borchgrevinck zum obersten Kapellmeister des königlichen Hofes berufen, sein Schüler Mogens Pedersøn wurde 1619 Vizekapellmeister. Während des Dreißigjährigen Krieges wurde 1627 ein großer Teil der Hofkapelle entlassen und Borchgrevinck zog sich auf seinen Landsitz in Roskilde zurück. Anfang 1631 wurde er wieder in seine bisherige Position eingesetzt, die er bis zu seinem Tod anderthalb Jahre später innehatte.